# Jhansi (stad)
Jhansi (Marathi/Hindi: झाँसी) is een historische stad in India, gelegen in het gelijknamige district aan de oever van de rivier Pahuj.
De stad werd gesticht door een Marathageneraal, die een stuk land toegezegd had gekregen van de Maharaja van het Mogolrijk. In 1817 nam de Britse Oost-Indische Compagnie het bestuur van de stad over. Tijdens de Muiterij van Sepoy (1858) werd ook in Jhansi gevochten. Na de onafhankelijkheid van India in 1947 werd Jhansi deel van Uttar Pradesh.
Jhansi ligt op 285 meter hoogte, op een plateau in Centraal-India. Omdat de stad op een rotsplateau ligt, zijn er extreme temperaturen merkbaar, van 4 graden in december tot 47 graden in mei. De stad is per weg en spoorweg verbonden met andere grote steden in Uttar Pradesh. De stad zelf heeft vier metro’s.
In 2011 telde de stad 507.293 inwoners, waarvan 74.82% hindoes, 14,5% moslims en 2% christenen.

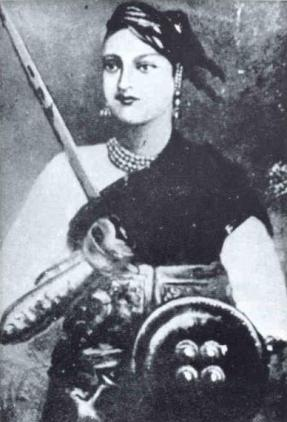
Lakshmibai, koningin van Jhansi (1828-58)

## Bekende inwoners van Jhansi

### Geboren
- Joy Mukherjee (1939-2012), acteur en filmregisseur
- Pankaj Mishra (1969), schrijver